# Archibasis crucigera
Archibasis crucigera – gatunek ważki z rodziny łątkowatych (Coenagrionidae). Występuje na Nowej Gwinei i jest tam szeroko rozprzestrzeniony; jedno stwierdzenie odnotowano na wyspie Halmahera w archipelagu Moluków.